# إيفا هوفمان
إيفا هوفمان (بالإنجليزية: Eva Hoffman)‏ هي مؤرخة أمريكية، ولدت في 1 يوليو 1945 في كراكوف في بولندا.